# Robledo de Torío
Robledo de Torío es una localidad española perteneciente al municipio de Villaquilambre, en la provincia de León y la comarca de Tierra de León, en la comunidad autónoma de Castilla y León. 
Situado sobre el Arroyo de Aradiellas y la Presa del Redondo, afluentes del río Torío.
Los terrenos de Robledo de Torío limitan con los de San Feliz de Torío y Villanueva del Árbol al norte, Canaleja al noreste, Santovenia del Monte, Castrillino y Villafeliz de la Sobarriba al este, Carbajosa y Villacil al sureste, Villavente, Golpejar de la Sobarriba y Villarrodrigo de las Regueras al sur, Navatejera al suroeste y Villaquilambre al oeste y Villasinta de Torío al noroeste.
Perteneció a la antigua Jurisdicción del Valle de Torío.
Está situado en la ribera del río Torío, lo que le otorgó uno de los mejores robledales de la zona, del que tomó el nombre.

## Detalles
Posee una población de 418 habitantes (datos año 2013), lo que le sitúa en el quinto lugar en cuanto a número de habitantes de los diez pueblos que forman el municipio de Villaquilambre.
Su casco urbano se desarrolló inicialmente a lo largo de la Carretera León-Santander (N-621) y en torno a la plaza principal del pueblo, denominada Plaza de los Tendales. Dicho casco urbano tradicionalmente estaba formado por casas de adobe, que posteriormente a lo largo de los años 70 y 80 se fueron sustituyendo por construcciones de ladrillo. Luego, en los años 90 e inicio del siglo XXI, la localidad se ha expandido debido a la construcción de chalets, motivado por la cercanía a la capital leonesa. En este sentido cabe destacar la Urbanización Las Paradinas.
Dispone de conexión con León a través de una línea de autobuses de transporte público, que permite llegar al mismo centro de la ciudad de León en unos quince minutos.
La localidad posee un Centro social, con bar y consultorio médico. Así mismo dispone de pistas deportivas municipales de libre acceso y el parque de la plaza de los Tendales con zona infantil. Esta población se ha visto influida por la moderna urbanización, el asfaltado, la dotación de servicios, y todo lo necesario para construir un pueblo placentero y muy próximo a la capital leonesa, donde ubicar el lugar de residencia.